# Кандиду-Родригис
Кандиду-Родригис (порт. Cândido Rodrigues) — муниципалитет в Бразилии, входит в штат Сан-Паулу. Составная часть мезорегиона Рибейран-Прету. Входит в экономико-статистический микрорегион Жаботикабал. Население составляет 2824 человека на 2006 год. Занимает площадь 69,523 км². Плотность населения — 40,6 чел./км².

## История
Город основан 9 сентября 1912 года.

## Статистика
- Валовой внутренний продукт на 2003 составляет 60 453 658,00 реалов (данные: Бразильский институт географии и статистики).
- Валовой внутренний продукт на душу населения на 2003 составляет 22 168,56 реала (данные: Бразильский институт географии и статистики).
- Индекс развития человеческого потенциала на 2000 составляет 0,776 (данные: Программа развития ООН).

## География
Климат местности: субтропический. В соответствии с классификацией Кёппена, климат относится к категории Aw.